# أودق (اسم)
أَوْدَق هو اسم علم مذكر من أصل عربي، ومعناه هو الأكثر دنوًا واقترابًا من الشيء والأكثر استئناسًا.